# Anastrepha hermosa
Anastrepha hermosa är en tvåvingeart som beskrevs av Allen L.Norrbom 1988. Anastrepha hermosa ingår i släktet Anastrepha och familjen borrflugor. Inga underarter finns listade i Catalogue of Life.